# OKI IF COM7
OKI IF COM7 (IF COM7) је био преносиви рачунар фирме OKI који је почео да се производи у Јапану током 1982. године.
Користио је Intel 80C86 микропроцесорску јединицу а РАМ меморија рачунара је имала капацитет од 256 KB.

## Детаљни подаци
Детаљнији подаци о рачунару IF COM7 су дати у табели испод.
|                       |                                    |
| [ 1 ]                 |                                    |
| Произвођач            |                                    |
| Тип                   | преносиви рачунар                  |
| Меморија              | 256 KB                             |
| Поријекло             | Јапан                              |
| Година                | 1982                               |
| Тастатура             | Тастатура са пуним помаком тастера |
| Процесор              |                                    |
| Фреквенција процесора | 4,9152                             |
| RAM                   | 256 KB                             |
| ROM                   | непознато                          |
| Текст                 | 80 x 25 / 40 x 10                  |
| Графика               | 600 x 200                          |
| Боја                  | црно и бијело                      |
| Звук                  | непознато                          |
| Димензије             | 310 x 220 x 55,5                   |
| Портови               |                                    |
| Оперативни систем     | непознато                          |